# Папская область
Па́пская о́бласть (лат. Dicio Pontificia; Папское государство, лат. Status Pontificius, итал. Stato Pontificio; Церковное государство, лат. Status Ecclesiasticus, итал. Stato Ecclesiastico, итал. Stato della Chiesa; официально Патримоний Святого Петра, лат. Patrimonium Sancti Petri, итал. Patrimonio di San Pietro) — теократическое государство, существовавшее в центральной Италии и возглавлявшееся папами ― патриархами Римской Католической церкви.

## Предыстория
Первые три века своего существования Церковь Христова в Риме подвергалась преследованиям и не могла официально, как юридическое лицо, владеть собственным имуществом. Ситуация изменилась при Константине I Великом, который первым среди римских императоров принял христианство, тем самым как бы превратив Римскую империю в Вечную империю, то есть преобразовав её в удел царства Христова на Земле Поднебесной, находящийся под управлением Царя Христа и Его Церкви, Церкви Римской, Кафолической (Католической) и Православной.
Церковь Христова в лице иерархов начала получать дары и земли от верующих, в результате чего в течение IV века в её руках оказались значительные земельные владения, хаотично разбросанные по Галлии, Иллирии, Италии, Далмации, Африке и Малой Азии. Впрочем, на этих территориях епископы не имели никакой политической власти.
Общий упадок Римской империи привёл к постепенному усилению авторитета епископов; во время правления папы Григория I (590—604) епископы Церкви начали одновременно выполнять роль государственных руководителей, например в 590-х годах Григорий I фактически лично возглавил оборону Рима от лангобардов.

## Зарождение Папского государства
Начало Папской области положил франкский король Пипин Короткий, в июне 752 года подаривший после своего похода на лангобардов папе римскому территорию бывшего Равеннского экзархата, что представлялось как «возвращение» патриарху Рима земель, которые, впрочем, ему ранее не принадлежали. В дальнейшем Пипин Короткий несколько раз «округлял» папские владения, и Папская область как таковая возникла в 756 году.
Расширение территории папского государства проходило хаотично, в результате чего в его состав зачастую входили земли, изолированные друг от друга. Попытки первых пап отстроить централизованное государство с административным аппаратом натолкнулись на характерный для средних веков феодальный сепаратизм, и папы для сохранения власти были вынуждены опираться на короля франков.
Зависимость римских пап от франкских королей не устраивала местную феодальную аристократию, в 799 году папа Лев III был даже избит неизвестными. Направленная Карлом Великим в Рим комиссия установила, что в жизни папы имелось немало «авантюр уголовного характера». Кроме того, государственная власть папы на первых порах зачастую ограничивалась сбором доходов, конкурируя с властью франкских королей и византийских императоров. Так, например, Пипин Короткий провозгласил себя королём Италии, а Карл Великий отменял решения церковного суда; в правление последнего папа был фактически вассалом короля франков. В папских владениях действовали императорские чиновники, собиравшие суд. В 800 году папа Лев III в Риме торжественно короновал Карла императором, после чего сам должен был принести ему присягу верности.
Карл Великий, по всей видимости, первоначально склонялся к основанию в Италии обширного Папского государства. Однако сокрушив угрожавших Риму лангобардов, он отказался от всех своих обещаний, решив оставить Италию себе. Вместе с тем, он всё же пошёл на определённое расширение владений церковного государства с центром в Равенне. В дальнейшем наследник Карла Великого — Людовик I Благочестивый — желая заслужить благосклонность церкви, подарил ей несколько территорий в 774—817 годах. Помимо этих милостей Корвейское и Прюмское аббатства получили право чеканки собственной монеты.
В дальнейшем для оправдания светской власти пап (Рим и его окрестности тогда считались принадлежащими Византии) был сфабрикован подложный документ — так называемый «Константинов дар». Точные границы папских земель в VIII—IX веках до сих пор неизвестны; в ряде случаев короли «дарили» римскому епископу земли, ещё не завоёванные ими, а сами папы заявляли претензии на земли, которые им на самом деле никто не дарил. Некоторые дарственные акты Пипина Короткого и Карла Великого, по всей видимости, были уничтожены церковью для обоснования превосходства церковной власти над светской.
Особенностью Папского государства было то, что его правитель одновременно позиционировал себя духовным пастырем и руководителем всех христиан (католиков) Европы и Земли Поднебесной. Поэтому римская, итальянская и европейская феодальная знать рассматривала папу прежде всего как верховного сеньора и часто вела ожесточённую борьбу за престол. Это усугублялось порядком престолонаследия в Папском государстве — ввиду целибата папа не мог передавать власть по наследству, и каждый новый папа избирался.
Первоначально в раннем средневековье в выборах участвовали, кроме духовенства, население Рима и римские феодалы, группировки которых стремились продвинуть своего ставленника. Нередко на результатах папских выборов сказывалась воля могущественных правителей других стран. Порядок был изменён в 1059 году, когда папы стали избираться только кардиналами.
После распада Каролингской империи на папском престоле со второй половины IX века происходила настоящая чехарда — патриархи Рима нередко были простыми марионетками римской знати. С 850 по 1050 год средняя продолжительность понтификата составляла всего 4 года.
Произошедшее в этот период крайнее разложение папской государственности породило множество эксцессов. В 882 году папа Иоанн VIII был убит, став первой жертвой в длинной веренице других подобных убийств. После него папский престол попадает под влияние маркграфов Сполето из дома Гвидонидов. Безуспешная попытка папы Формоза избавиться от их влияния закончилась смертью и скандальным судилищем.

## Отношения со Священной Римской империей
Папа Сергий III (904—911) был ставленником влиятельной аристократической семьи тускулумских графов Теофилактов. Период фактического правления Теофилактов вошёл в историю церкви под названием «порнократия» или «правление шлюх». Общая обстановка анархии тех лет породила даже легенду о папессе Иоанне. Последним папой этого периода стал Иоанн XII (955—963); подобно своим предшественникам, он старался заручиться покровительством могущественного монарха для борьбы с внутренними врагами. После распада державы Каролингов на эту роль могли подойти только короли Германии. В 962 году папа Иоанн XII короновал императором Священной Римской империи германского короля Оттона I, который был признан верховным сеньором Папского государства и сразу же в «Привилегии Римской Церкви» подтвердил все дарения своих предшественников, однако фактически Папская область контролировала меньшую территорию.
Между тем отношения папы и императора были далеки от идеальных; вскоре папская власть в Италии начала прямо конкурировать с имперской. Поняв истинные мотивы Оттона, папа Иоанн XII начал поддерживать его врагов, потерпел поражение и был убит. Оттон возвёл на папский престол Льва VIII, никому не известного имперского рыцаря — лицо недуховного звания. По требованию императора церковный собор за восемь часов последовательно провёл рыцаря через всю сложную иерархическую лестницу духовных званий, причём на некоторых должностях он пробыл всего несколько минут.
«Привилегии» Оттона I были подтверждены его преемниками Оттоном III и Генрихом II. В 1059 году папа Николай II узаконил избрание пап коллегией кардиналов, что помогло обеспечить папскому государству независимость, хотя этот принцип на первых порах не соблюдался. На практике с окончанием периода «порнократии» папский престол превратился в игрушку в руках германских императоров.
Со второй половины XI века усиление позиций папства в Церкви и в политической жизни Западной Европы шло параллельно с укреплением власти пап в их государстве. Однако в целом в XI веке Папское государство ещё не было полностью независимым; императоры зачастую вмешивались в выборы пап, а сама церковная область фактически распалась на ряд полунезависимых феодальных сеньорий. Однако для римских горожан папа оставался прежде всего феодальным сеньором, и в Риме в 1143 году вспыхнуло восстание, которое возглавил Арнольд Брешианский. В результате папы временно потеряли свою власть. Восставшие объявили Рим республикой, а управление государством было доверено выборному Сенату.
Папское господство над Римом было восстановлено лишь в 1176 году с помощью войск Фридриха I Барбароссы. На первых порах Сенат сохранял значительную государственную власть. В 1188 году Сенат и Папа заключили соглашение, по которому Сенат обязался присягать на верность Папе, уступил ему право чеканить монету, но вместе с тем сохранил административную власть.
Во время правления папы Иннокентия III (1198—1216) Церкви окончательно удалось захватить государственную власть, потеснив как императора, так и римский патрициат, что стало возможным с ослаблением Священной Римской империи, которая окончательно лишилась Италии в 1197 году со смертью Генриха VI. Новый папа заставил имперского городского префекта Рима принести себе вассальную присягу; вслед за ним такую же присягу принесли сенаторы и патрицианская верхушка города. Последние потеряли право избрания сенаторов, которое отныне производилось особым избирателем (Medianus), назначаемым папой. Префект и зависящие от него судьи из императорских или городских чиновников были преобразованы в папских, в Риме был налажен централизованный административный аппарат. Тем не менее, папы далеко ещё не были самодержцами, да и не стремились к этому — настолько идея абсолютизма была чужда эпохе. Римляне сохраняли право народных собраний на Капитолии, где решались важнейшие государственные вопросы (о войне и т. п.).
Папы на какое-то время даже почувствовали себя достаточно сильными, чтобы вмешиваться в назначения императоров и королей. В 1198 году, во время гражданской войны в империи, враждующие германские князья выдвинули на имперский престол двух кандидатов: Филиппа II Швабского и Оттона IV Брауншвейгского. Папа Иннокентий III поддержал Оттона; однако тот впоследствии нарушил соглашение с папой, в 1210 году был отлучён от церкви, и вскоре низложен германскими князьями. Вассалами папы признали себя ряд европейских монархов, в том числе английский король Иоанн Безземельный после отлучения его страны от церкви в 1208 году. Известна также безуспешная попытка Иннокентия III распространить своё влияние на галицко-волынского князя Романа Мстиславича.
В XII—XIII веках папам удалось значительно расширить территорию своего государства, для чего папе Николаю III и его преемникам пришлось вести войну. В государство были включены такие крупные города, как Перуджа, Болонья, Феррара, Римини. Наряду с так называемым «Патримониумом Святого Петра» (ядром папских владений) были захвачены также Анкона, Сполето и Радикофани, однако удержать Романью и Болонью Иннокентий III не смог.
Очередной конфликт папской власти с имперской произошёл уже при преемнике Иннокентия III — папе Григории IX; в ответ на своё отлучение от церкви в 1239 году император Фридрих II оккупировал всю Папскую область. Когда же папа попытался предать императора суду Вселенского собора, Фридрих II силой задержал иерархов церкви, стремившихся на заседание.
При избрании преемника Григория IX был впервые собран конклав. Из избиравшей папу коллегии 12 кардиналов двое были захвачены императором, а остальные раскололись примерно пополам на проимперскую и антиимперскую партии. Поскольку ни одна из этих двух партий не могла набрать требуемые две трети голосов, коллегия была заперта в одной из комнат Латеранского дворца.
После смерти Фридриха II Священная Римская империя вновь оказалась охвачена феодальной анархией. После столетней борьбы гвельфов и гибеллинов победителями временно вышли сторонники папы. Однако эта победа была лишь только временной; началось усиление новых национальных государств, претендовавших на господство в Европе. Вскоре папский престол столкнулся с растущими притязаниями французского короля.
В 1274 году, при папе Григории X (1271—1276), император Рудольф Габсбург официально признал независимость папского государства от императоров Священной Римской империи. В 1278 году Рудольф уступил Папской области Романью (Равеннский экзархат и Пентаполис).
Папе Николаю III (1277—1280) и его ближайшим преемникам пришлось вести ожесточенную войну для действительного покорения области; зато после её завоевания она достигла Адриатического моря и обнимала Римский Дукат и Романью, которые она при всех переменах в её судьбе сохраняла (не без значительного изменения границ) в течение VI веков (до 1859 года).

## Авиньонское пленение
Во время «авиньонского пленения» (1309—1377) папы фактически утратили контроль над Папской областью, государство пребывало в состоянии феодальной раздробленности. В отдельных городах властвовали местные правители, и папская власть оказывалась чисто фиктивной; чиновники, присылаемые папой на места, прогонялись; даже Рим освободился на время от власти понтифика.
В Северной Италии начался подъём независимых городов-государств, бурный рост промышленной, торговой и финансовой деятельности. Южная Италия была охвачена внутренней междоусобицей в Неаполитанском королевстве. Тем временем Рим пришёл в запустение; на Форуме паслись козы, крыша собора Святого Петра рухнула, население города сократилось до 20 тысяч человек, а власть была захвачена враждовавшими между собой аристократическими фамилиями Орсини и Колонна. В 1347 году в Риме вспыхнуло республиканское восстание Кола ди Риенцо, который был избран «народным трибуном» Рима и призвал к объединению итальянского национального государства.
В самом Авиньоне папы фактически превратились в вассалов французского короля, львиная доля пап были французами (см. Список римских пап из Франции), французское большинство образовалось и в коллегии кардиналов. В 1350 году лишь два кардинала были нефранцузами. В то же время, в период «авиньонского пленения» произошло дальнейшее развитие папского административного аппарата, особенно во время понтификата Иоанна XXII. Центральный папский аппарат состоял из канцелярии, объединявшей всех чиновников, и консистории (тайного совета), состоявшего из высших иерархов церкви — кардиналов. Количество кардиналов в консистории постоянно менялось, обычно составляя в авиньонский период около 30 человек.
Из единой канцелярии постепенно выделялись специализированные учреждения, первоначально связанные с церковно-судебной властью: с 1193 года — Папский Пенитенциарий («Sacra Penitentiaria Apostolica»), с 1331 года — «Sacra Romana Rota» (высший апелляционный суд), значительно позднее — «Сигнатура», или «Supremus Tribunalis Signatura», суд по светским делам.
Также от Канцелярии в 1277 году начала отделяться «Camera Tesauraria» (казначейство), окончательно оформленная в качестве отдельного ведомства папой Иоанном XXII в 1331 году согласно булле «Racio Juris». В XIV веке была образована «Датария» («Dataria Apostolica»), ведавшая персональными данными и назначениями. Источниками финансирования папского аппарата в авиньонский период стали так называемый «ценз Святого Петра» (церковная рента, в том числе с монастырей), продажа папой доходных церковных должностей (бенефиций), право назначения на которые было зарезервировано за папой (папские резервации) и доход с ещё не проданных бенефиций («fructus intercalares», добавочный доход). Помимо этих денег, папская курия также собирала в свою пользу налоги («динарий Святого Петра», церковная десятина), удержания с паломников (особенно заметные в юбилейные Святые годы), сборы на организацию крестовых походов, пошлины за оформление папских документов, феодальные доходы от самой Папской области и вассальных государств. Сбор налогов обычно отдавался на откуп богатым банкирским домам Сиены и Флоренции, причём использовался передовой для того времени безналичный расчёт. Для сбора таких больших средств широко использовалось такое оружие, как отлучение от церкви. Так, 23 апреля 1365 года папа Урбан V одновременно отлучил от церкви 96 настоятелей монастырей, епископов и архиепископов за неуплату требуемых денег. Согласно некоторым источникам, для финансирования аппарата и собственного папского двора в Авиньоне даже использовались отчисления от проституток. Подобные финансовые манипуляции зачастую вызывали ненависть населения, особенно в Англии и Германии, где они приобрели особенный размах.

## Возвращение курии из Авиньона в Рим
В семидесятые годы XIV века усилия пап по возвращению господства над Северной Италией, потребовавшие огромных финансовых средств и ловкой дипломатии, принесли успех. Усилиями папского легата, испанского кардинала Альборноса, папа вновь вернул себе контроль над Римом и Церковной областью, для чего широко использовались наёмники. Разбойничьи замки семей Орсини и Колонна были сокрушены. В 1367 году папа Урбан V переехал из Авиньона в Рим, однако под влиянием внутренних раздоров в Папской области в 1370 году вернулся обратно. Окончательное возвращение курии в Рим произошло при следующем папе, Григории XI, в 1377 году.
Возвращение пап в Рим, за которым последовал великий раскол западной церкви, не восстановило их власти. Последовавшая борьба между римскими и авиньонскими папами снова ввергла Папское государство в анархию, привела к его разорению. Уже после смерти Григория XI французское большинство кардиналов оказалось под осадой вооружённой толпы, требовавшей избрать новым папой итальянца, а ещё лучше — римлянина. Ещё до того, как над собором Святого Петра появился белый дым (сигнал, что новый папа избран), толпа ворвалась в конклав, и все кардиналы были вынуждены спасаться бегством. В последний момент они накинули паллий (папскую накидку) на престарелого римского кардинала Тибальдеску, несмотря на все возражения последнего. На самом же деле конклав избрал, как компромиссную фигуру, архиепископа Бари, неаполитанца Бартолео Приньяно, принявшего имя Урбан VI.
Подобное избрание немедленно вызвало сопротивление кардиналов-французов и французского короля Карла V; параллельно Урбан VI втянулся в конфликт с происходившей из французской Анжуйской династии неаполитанской королевой Джованной I. В 1378 году собравшиеся на неаполитанской территории французское большинство кардиналов избрало своим папой француза Роберта Женевского, принявшего имя Климента VII, и вскоре переехавшего в Авиньон. Начался раскол: те или иные страны признавали одного из двух пап, смотря в какой блок государств они входили. Оба папы формировали собственные курии, выпускали параллельные постановления, делали параллельные назначения на должности и пытались взимать одни и те же налоги.
В 1407 году под патронатом французского короля римский и авиньонский папы попытались примириться, собравшись в городе Савона. Однако оба при этом привели свои войска и сели за стол переговоров с оружием в руках, из-за чего примирение так и не состоялось.
В 1408 году вся Папская область была завоёвана неаполитанским королём Владиславом, мечтавшим об объединении Италии под своею властью. В 1410-е годы произошла серия войн между ним и папой.
Вместе с тем в 1409 году противостоявшие обоим папам кардиналы созвали Вселенский собор в Пизе. Он низложил обоих пап, заклеймив их, как раскольников, еретиков и клятвопреступников, и избрал собственного папу Александра V.
Чехарда с папами закончилась избранием Мартина V (1417—1431). При нём настал некоторый внешний порядок; но Рим лежал в развалинах, вся Папская область была опустошена. Именно это облегчило папам усиление их власти; они могли назначать своих чиновников во все части государства и принуждать стремящихся к самостоятельности, но обессиленных аристократов к повиновению. Однако торжество пап было далеко не полное; так, в 1434 году папа Евгений IV был изгнан из Рима возмутившейся знатью и провёл несколько лет в изгнании.
Главная причина слабости пап лежала в системе раздачи различных частей государства в лены родственникам и друзьям пап; создаваемые ими ленные владетели обыкновенно начинали стремиться к самостоятельности лишь только обстоятельства тому благоприятствовали. Во второй половине XV века папы стали возвращать земли Церкви. Пий II (1458—1464) вновь подчинил папской власти Беневент, Павел II (1464—1471) — Чезену, Сикст IV (1471—1484) — Имолу и Форли, которые, впрочем, уступил своим родственникам. Особенно расширилась подконтрольная папе территория при Александре VI Борджиа (1492—1503), сын которого, Чезаре Борджиа, завоевал большое число мелких среднеитальянских государств и возвратил Папскую область приблизительно к границам конца XIII века.

## Режим абсолютной монархии (XVI—XVIII века)
Папа Юлий II (1503—1513) в 1506 году учредил в своём государстве швейцарскую гвардию и в союзе с Францией и императором отнял у Венеции несколько её городов в Романье. Ещё более значительных успехов Юлий II достиг, заключив с Францией и Испанией в 1508 году Камбрейскую лигу; после победы Людовика XII над венецианцами при Аньяделло во власти папы оказалась вся Романья, не исключая и весьма важной Равенны. Папа не смог изгнать Эсте из Феррары, но удалось вынудить французов уйти из Италии, и вслед за тем овладеть Моденой, Пармой, Реджио и Пьяченцой. Таким образом, Папская область достигла апогея своего могущества.
В 1520 году папа Лев X, ввиду протестантского движения, соединился с императором Карлом V против Франции; в войне он приобрёл Перуджию, Фермо и Анкону, но потерял Реджио и Модену. Мадридский мир 1526 года сделал Карла V решителем судеб Италии; ввиду этого папа Климент VII, не доверявший ему и опасавшийся роста его могущества, соединился с Венецией, Флоренцией, Миланом, Францией и Англией против императора.
В 1527 году имперские войска, под командой Карла Бурбона, взяли Рим и подвергли его опустошению; папа купил их отступление значительными политическими уступками и 100 000 цехинов.
В 1545 году папа Павел III (1534—1549) отдал Парму и Пьяченцу в лен своему сыну, Пьеру Луиджи Фарнезе, и они были потеряны для Папской области (Парма потом ненадолго вновь входила в её состав).
Несмотря на все эти войны, Папская область в XVI веке находилась не в худшем, а скорее в лучшем положении, чем другие государства Италии. Власть пап над всей территорией их государства была восстановлена, а в начале XVI века территория Папской области даже несколько расширилась. Земледелие её процветало; хлебный экспорт достигал суммы 500 000 скуди; производились на вывоз за границу вино, масло, лён, конопля; были богатые соляные и квасцовые промыслы и мраморные ломки. В свою очередь, Папская область получала из-за границы шёлк, шерсть, кожи, металлы. Торговля со всем миром была весьма значительна; в порт Анконы, приходили суда со всего мира; там жили купцы разных стран и вероисповеданий (турки, греки, армяне, евреи), которые в довольно значительной степени пользовались, на правах иностранцев, религиозной свободой; в Анконе была даже греческая церковь; местные жители такой свободой не пользовались. Еретики преследовались при помощи инквизиции, а также цензуры, созданной в конце XV века. На этом этапе папская власть зачастую ещё терпела существование городского самоуправления. Зачастую города имели собственное войско, финансы, сами избирали подесту, который вообще не утверждался папой, и только финансировали папского легата. При присоединении новых городов папы были вынуждены давать им привилегии.
Со второй половины XVI века Папское государство начало переходить к режиму абсолютной монархии. Началось массовое сворачивание самоуправления городов и централизация управления государством в целом. Раздача в лены постепенно прекратилась, и в Папской области начала крепнуть монархическая власть. Ранее, когда папы присоединяли к Папской области какой-либо новый город, они обыкновенно давали ему привилегию; без этого не мог обойтись даже такой деспотический правитель, как Чезаре Борджиа. С середины XVI века это начало изменяться. Так, в 1532 году папа, построив предварительно в Анконе крепость, потребовал от этого города признания неограниченной его власти и, легко сломив сопротивление, добился своего. То же было понемногу сделано под разными предлогами и при стечении более или менее благоприятных обстоятельств и в других городах. Вообще управление стало принимать более централизованный и вместе с тем более хищнический характер.
В конце XV века подати, выплачиваемые населением Папской области, были весьма невелики, но в XVI веке начали быстро расти. Папская область начала тратить огромные деньги на войны, содержание двора и борьбу с протестантизмом. Павел III возвысил цену на соль (монополия на торговлю которою принадлежала государству); это вызвало восстание в Перуджии, но оно было подавлено и дало удобный предлог к уничтожению муниципальных вольностей в этом городе. Тот же папа впервые ввёл прямой подушный налог (sussidio), сперва на 3-летний срок, который, однако, постоянно возобновлялся и должен был давать фиску до 300 000 скуди. Недоимки по сбору этого налога оказывались весьма велики; действительный сбор его был в 1,5 раза меньше номинальной цифры. Общая сумма государственных доходов при Павле III поднялась до 700 000 скуди, тогда как при Юлии II она не превышала 350 000 (в эту сумму не входят доходы от индульгенций и вообще церковные). Не довольствуясь этим, папы, начиная ещё с Сикста IV, а потом в особенности с Льва X, стали практиковать в весьма широких размерах, лишь только у них являлась надобность в экстраординарных расходах, — продажу должностей. На 1471 год в Папском государстве имелось 650 должностей на продажу на сумму 100 тысяч скудо. Лев X, учредивший 1200 новых должностей, получил в своё 8-летнее управление не менее 900 000 скуди. Эти доходы вызывали усиленные расходы на жалованье чиновникам, занимавшим синекуры, и следовательно требовали дальнейшего усиления обложения. При Григории XIII (1572—1585) общая сумма государственных доходов возросла до 1 100 000 скуди. Ординарных доходов, даже усиленных продажею должностей, не хватало, и уже Климент VII (1523—1534) заключил первый государственный долг в 200 000 скуди, из 10 %; затем долги стали быстро расти и в 1585 году равнялись 5 495 000 скуди; однако, норма процента была сведена до 4—5 %; на платежи по долгу тратилось 281 000 скуди (то есть более четверти всего государственного дохода). При Сиксте V (1585—1590) долг возрос ещё на 8 миллионов.
К концу XVI века от муниципальных вольностей сохранились только жалкие остатки; папа был уже почти совершенно неограниченным монархом в нынешнем смысле этого слова; его страна, более чем какая бы то ни было другая во всей Италии, страдала от тяжести налогов; их рост не улучшал финансового положения правительства, так как новые доходы в основном тратились на выплату процентов по займам или содержание чиновников, купивших себе места. Некоторое временное изменение папской политики имело место во время папы Сикста V. Властолюбивый и деспотичный, экономный до жадности, он всё же стремился поднять экономическое состояние страны и не стеснялся сокращать государственные расходы даже на такие отрасли управления, как армия, хотя в то же время не жалел денег на улучшение путей сообщения, на постройку водопроводов (его римский водопровод дал возможность Риму значительно разрастись), но также на постройку мало полезных роскошных памятников и зданий, вообще на увеличение роскоши города Рима. Главным его делом было истребление разбойников в стране, совершённое с большой энергией, но средствами обоюдоострыми: поощрением предательства, шпионства, суровыми наказаниями родственников и даже целых общин, подозреваемых (часто неосновательно) в укрывательстве.
Скоро после Сикста разбойничество вновь усилилось. Финансовая система оставалась неизменной — налоги, займы, продажа должностей. Сиксту V удалось оздоровить папские финансы, создав «Сикстинскую сокровищницу» в Замке Святого Ангела, скопив для своих преемников капитал в 4,25 млн скуди; его «сикстинская сокровищница» сохранилась, хотя всё убывая, до конца XVIII века (в 1792 году в ней заключался 1 млн скуди).
Во время Григория XIII и Сикста V было произведено преобразование центрального управления. Папа Сикст V реформировал центральную папскую администрацию, издав 22 января 1588 года буллу «Immensa Aeterni Dei». В новой системе коллегиальная власть консистории сменяется системой особой конгрегации кардиналов из 15 членов, фактически игравших роль министерств. Кардиналы фактически превращаются из крупных феодалов в папских чиновников, которым подчиняются епископы. Позднее, при Урбане VIII (1623—1644), был создан особый статс-секретарь для иностранных дел; заведование государственными делами и вообще финансовым управлением находилось в руках подчинённой конгрегации Camera apostolica. Юстиция и администрация при Сиксте V были улучшены, насколько это было возможно при системе продажи должностей.
Следующие папы продолжали политику своих предшественников. Урбан VIII особенно заботился об увеличении военных сил страны; при нём была значительно увеличена постоянная армия и возведён ряд крепостей; в Тиволи устроен оружейный завод. Тем не менее, государственный долг за это время заметно вырос. Получив при вступлении в управление долг в 22 млн, он увеличил его на 13 млн, так что из 2-миллионного дохода около 85 % шло на уплату процентов и лишь 300 000 скуди оставались на всё управление. В экономическом развитии Папское государство значительно отставало от развитой Северной Италии. Папы не допускали самоуправления в городах, в деревнях долгое время сохранялась личная зависимость крестьян в её наиболее тяжёлых формах.
Несмотря на расстроенные финансы, Папская область в политическом отношении была ещё сильна. В 1598 году она получила Феррару, в 1623 году — герцогство Урбино. С конца XVII века, вслед за финансовым и экономическим разорением, начался и политический упадок Папской области, хотя и медленный; некоторые улучшения во внутреннем управлении (между прочим, почти полное прекращение продажи должностей со времён Иннокентия XI (1676—1689), и, в особенности, Иннокентия XII (1691—1700)) не могли его остановить.
Во всех войнах сказывалась военная слабость Папской области. Во время войны за испанское наследство Папская область вступила в столкновение с Австрией; императорские войска заняли часть Романьи, но скоро она возвратилась под власть пап.
В 1768 году вследствие чисто церковного спора, Франция заняла все ещё принадлежавшие Папской области графства Авиньон и Венессен (Venaissin) на юге Франции, а Неаполь — Беневент и Понтекорво, и только уступчивость папы вернула эти местности под его власть. Ко времени начала Великой Французской революции становится очевидным как экономическое отставание Папской области от других итальянских государств, так и её военная слабость.

## Ликвидация в эпоху революционных и наполеоновских войн
Великая французская революция имела роковое влияние на судьбу Папской области. В международных отношениях Папская область перестала быть величиной, с которой приходилось бы особенно считаться; чувство пиетета к главе католицизма, но правителю политически бессильного государства, не могло влиять на деятелей французской революции или на Наполеона Бонапарта. В самой Папской области было слишком сильно́ недовольство деспотически-клерикальным управлением пап, разорявшим страну и задерживавшим её на крайне низком культурном уровне. Кроме того, сам институт папства был в значительной степени дискредитирован бесконечными скандалами эпохи Борджиа, авиньонского пленения и более ранних времён. Все эти скандалы в немалой степени способствовали упадку морального авторитета церкви и началу протестантской Реформации (1517—1648) — тяжёлый вызов, с которым католицизм так и не справился в полной степени. Несмотря на серьёзное обновление церкви, предпринятое в ходе католической Контрреформации, различные течения протестантизма стали безусловно доминировать в целом ряде европейских стран.
Папское государство оказалось самым тесным образом вовлечено в Наполеоновские войны. Ещё в 1791 году французы заняли Авиньон и Венессен, и папа оказался не в силах протестовать. В 1796 году французская армия заняла Урбино, Болонью и Феррару. Папе Пию VI удалось купить очищение этих мест уплатой контрибуции в 21 млн франков.
В 1797 году генерал Бонапарт снова вторгся в Романью, занял Имолу, Фаэнцу, Форли, Чезену, Урбино и принудил папу формально отказаться, по Толентинскому миру (19 февраля 1797 года), от Авиньона и Венессена — в пользу Франции, от Болоньи, Феррары и Романьи — в пользу Транспаданской (потом Цизальпинской) республики и уплатить новую контрибуцию в 16 млн франков. В Анконе был оставлен французский гарнизон.
В феврале 1798 года французские войска под командованием маршала Бертье заняли Рим, где произошла революция. Была провозглашена Римская республика. От папы Пия VI потребовали отречения от светской власти; он отказался, был вывезен из Рима и умер в изгнании. Французы вывозили из Рима произведения искусства. Вскоре, однако, движение австрийского генерала Мака на Рим заставило французов оставить город, и 26 ноября 1798 года он был занят войсками неаполитанского короля Фердинанда I. После этого многие республиканцы были казнены.
В сентябре 1799 года неаполитанцы оставили Рим, а в 1800 году в него прибыл новый папа Пий VII (1800—1823), избранный в Венеции. Он получил обратно светскую власть в значительной части Папской области, а после заключения конкордата с Францией (1801 год) — и Анкону, но положение его было весьма печально. Государственный долг возрос (в 1800 году) до 74 млн скуди, государственных доходов в 3 млн скудо не хватало даже для уплаты процентов; церковные доходы были тоже не особенно значительны. Политически папа находился в полной зависимости от Наполеона. Несмотря на всю уступчивость папы, между ним и императором скоро возникла борьба; в 1805 году французы вновь заняли Анкону, в 1806 году — Чивитавеккью, Урбино и Мачерату, в 1808 году — и сам Рим. Наполеон упразднил Папское государство, а Пий VII был вывезен из Рима. Папская область вошла в состав Итальянского королевства, а затем, в 1809 году её территория была присоединена непосредственно к Французской империи как департаменты Тибр и Тразименто. В 1810 году департамент Тибр был переименован в департамент Рим. Была произведена секуляризация церковного имущества, продажей которого удалось покрыть значительную часть государственного долга.

## Восстановление государства
После поражения Наполеона 2 мая 1814 года Пий VII вернулся в Рим. Папское государство было восстановлено. За эти годы увеличились доходы от земледелия и торговли, выросло благосостояние людей; долг сократился до 33 млн, государственные доходы поднялись до 7 млн скуди.
В 1815 году во время «Ста дней» Рим опять подвергся нападению — на этот раз Мюрата. Папа бежал из Рима.
Венский конгресс 1814—1815 годов восстановил ликвидированную Наполеоном Папскую область, однако она вошла в полосу экономического, технического и государственного упадка. В 1816 году были произведены реформы в государственном управлении. Последовавшая затем эпоха до 1846 года была временем реакции. Для печати была восстановлена цензура, уничтоженная при французском владычестве, политические преследования отличались крайней жестокостью. Для улучшения народного хозяйства ничего не делалось; осушение понтийских болот, начатое Пием VI и продолжавшееся почти до конца существования Папской области, велось крайне неудачно как в техническом, так и в экономическом смысле; даже разбойничество скорее поощрялось, чем преследовалось, так как полиция пользовалась разбойниками для шпионажа, а иногда и для вооруженной борьбы с инсургентами. Вместе с тем росло и политическое недовольство, сказывавшееся в распространении тайных обществ карбонариев. В феврале 1831 года большую часть территории Папской области охватил мятеж, было провозглашено образование Объединённых итальянских провинций. Однако мятеж был подавлен с помощью австрийских войск.
В 1836 и 1837 годах Папскую область опустошила эпидемия холеры; за ней последовал голод.

## Революция 1848—1849 годов. Упразднение Папской области
Папская область не смогла также остаться в стороне от серии революций 1848 года в Европе: в 1848 году революция перекидывается на Рим, где в феврале 1849 года провозглашается Римская республика. Папа Пий IX бежит в Гаэту. Но в июле Рим был взят французскими войсками и 14 июля он формально объявил о восстановлении в Риме папской власти. В апреле 1850 года папа вернулся в город. Французский гарнизон покинул Рим только в 1870 году.
События 1848 года подняли государственный долг до 71 миллиона скудо (1859 год), уплата процентов требовала 4 547 000 скудо; доходы возросли до 14 500 000, но дефицит рос из года в год.
Во время войны 1859 года между Францией и Австрией папское правительство желало остаться нейтральным; но лишь только австрийские войска покинули оккупированные ими для защиты порядка Болонью, Феррару и Анкону, как в этих местах началось народное движение, распространившееся на всю Романью, свергнувшее папское управление и образовавшее временное правительство (с Джоаккино Пеполи в качестве одного из лидеров); последнее предложило диктатуру королю Виктору-Эммануилу, который назначил туда своего комиссара, а командование армии взял на себя Гарибальди. По Цюрихскому миру Романья должна была быть возвращена папе, но это оказалось невозможным. Временное правительство, заседавшее в Болонье, не желало уступать своих завоеваний и организовало 11 и 12 марта 1860 года народное голосование, которое громадным большинством постановило присоединить папские легации к Сардинскому королевству.
В том же марте сардинские войска вступили в Романью и разбили папские войска под командованием Ламорисьера; присоединение стало свершившимся фактом. У папы оставалось только так называемый Patrimonium Petri в узком смысле слова, то есть Рим с ближайшими окрестностями. В своем новом виде его государство могло держаться только благодаря защите французского корпуса, находившегося в Риме. Для борьбы со сторонниками Рисорджименто Папа Пий IX учреждает в 1860 году полк папских зуавов. Столицей созданного в 1861 году объединённого итальянского королевства был провозглашён Рим, однако первые 9 лет фактически ей оставался Турин.
Королевство стремилось к присоединению Рима, но не могло этого поначалу сделать, так как гарантом светской власти пап выступила французская Вторая империя Наполеона III, державшая в городе войска. Два нападения Гарибальди (в 1862 и 1867 годах) на Папскую область остались безрезультатными.
Воспользовавшись Франко-прусской войной в 1870 году, когда французский гарнизон был отозван на прусский фронт, королевские войска двинулись к Риму. Папа приказал небольшому отряду римских солдат и швейцарской гвардии оказать символическое сопротивление и переехал из Квиринальского дворца на Ватиканский холм, объявив себя «ватиканским пленником» и отказавшись идти на какие-то компромиссы с объединённой Италией, обещавшей ему почётный статус. Одно время Пий IX рассматривал возможность переезда в Германскую империю и получения каких-то владений там, против чего не возражал Отто фон Бисмарк. Однако эти планы были отвергнуты императором Вильгельмом I, опасавшимся роста религиозной напряжённости в Германии. Таким образом, в 1870 году Папская область прекратила своё существование. Весь Рим, кроме Ватикана, перешёл под контроль Италии и стал её столицей, Квиринальский дворец стал резиденцией Виктора Эммануила II — первого короля объединённой Италии.
До 1929 года правовой статус Святого Престола оставался неурегулированным («римский вопрос»). Государства продолжали аккредитовать при папе дипломатические представительства, в то время как Пий IX (и его преемники Лев XIII, Пий X и Бенедикт XV) продолжали претендовать на светскую власть, считали себя «пленниками» и избегали покидать Ватикан и даже давать традиционные благословения на площади Святого Петра (находившейся под контролем Италии). В 1929 году в понтификат Пия XI между правительством Муссолини и Святым Престолом был заключён конкордат (Латеранские соглашения), создавший новое папское государство — город-государство Ватикан площадью 49 гектаров.